# Mikael Lindkvist
Mikael Lindkvist, född 30 maj 1971 i Borlänge, är en svensk chefredaktör och ansvarig utgivare på IT-förlaget IDG. 
Lindkvist började på IDG år 2000 som teknikredaktör på tidningen Maxidata som året efter slogs ihop med tidningen Mobile World och blev M3.